# Poste de conduite de tir
Pour les articles homonymes, voir PCT.

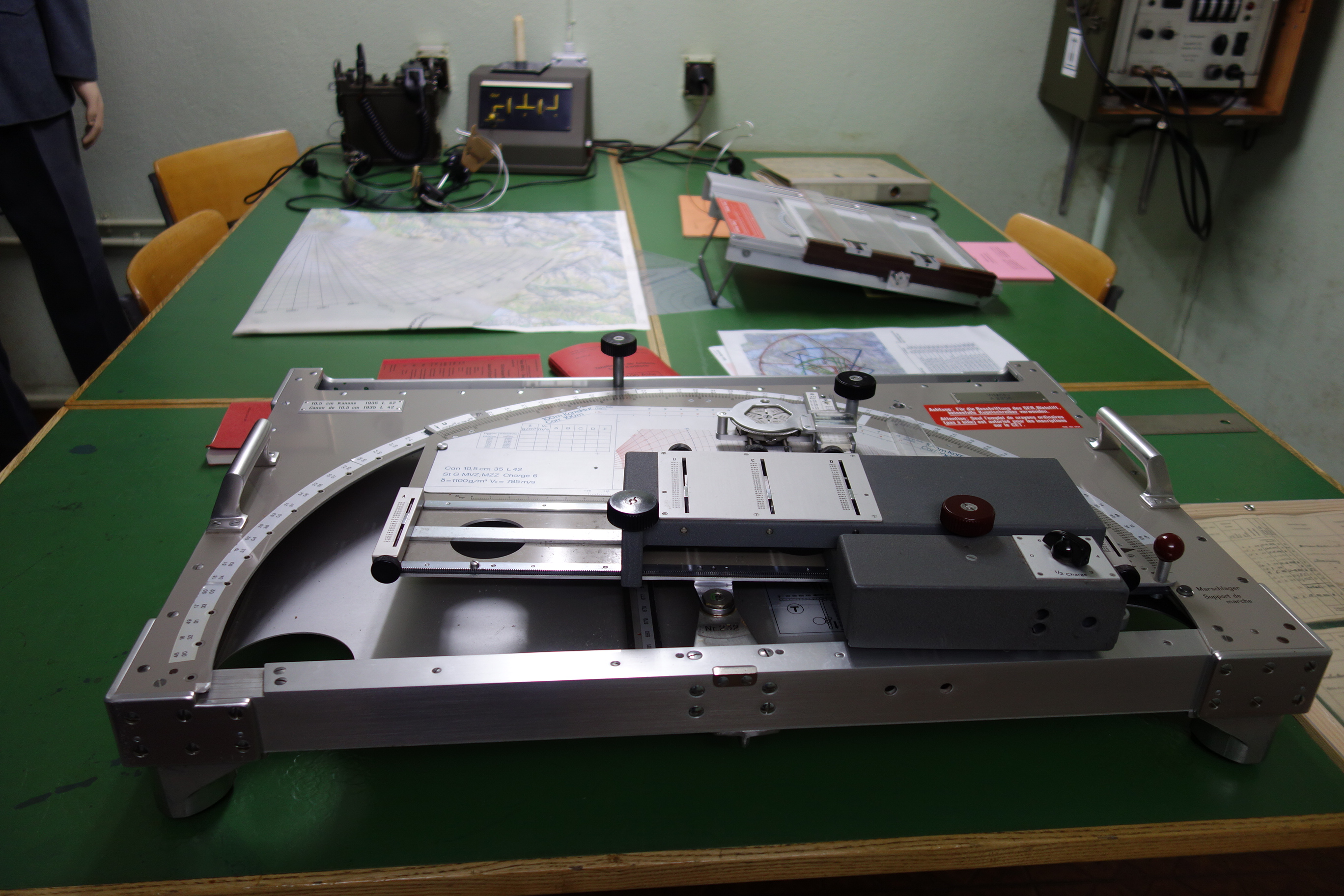
Poste de conduite de tir (PCT) du fort d'artillerie du Mühlefluh en Suisse.

Dans le vocabulaire militaire, un poste de conduite de tir (PCT) est l'endroit d’où est dirigé un tir d'artillerie.